# Курбан байрам
Курбан байрамът (на турски: Kurban Bayramı; на арабски: عيد الأضحى, произнася се като „Айд ал-Адха“, „Ейд ал-Адха“ или „Ид ал-Адха“) е мюсюлмански празник на жертвоприношението в чест на приключването на хаджа, отбелязван на 10-ия ден от месец „зул хидж“ по мюсюлманския календар (хиджра), в памет на жертвоприношението на пророка Ибрахим.
Самото поклонение продължава около седмица, празникът на жертвоприношението бележи една от върховните ритуални практики. Тези, които празнуват празника у дома, правят церемония, подобна на тази, която се провежда на същия ден в Мека. Първо се принася в жертва агне или други жертвени животни и месото се приготвя за хранене или като дарение на бедните. Жертвените животни се наричат още курбани – овце, кози, камили, крави и телета. Чете се специална молитва преди жертвоприношението.
Курбан байрам е 70 дни след Рамазан байрам и продължава 3 или 4 дни. От по-възрастните отново се иска прошка. За благодарност към Аллах, че го е дарил с богатство, всеки, който има над определен брой овце, кози, крави и т.н., трябва да направи курбан. Който не отглежда животни за курбан, си купува, ако има възможност.

## Изчисляване датата на Курбан байрама
Мюсюлманският календар се състои от 12 лунни месеца и съдържа около 354 дни, което е с 10 или 11 дни по-малко от слънчевата година. По тази причина дните на мюсюлманските религиозни празници всяка година се преместват относно григорианския календар.
Конкретната дата за празнуване на Курбан байрама зависи от местните обичаи: повечето страни следват датата, установена от Върховния съд на Саудитска Арабия, а тя се изчислява в зависимости от това дали се вижда Луната на небето малко преди това. В Бангладеш, Индия и Пакистан саудитското решение не се прилага, наблюдението на Луната се прави независимо, вследствие на което в някои години празнуването на Курбан байрама там става в друг ден.

## Дати за празника
- 10 май 1995 (1415)
- 28 април 1996 (1416)
- 18 април 1997 (1417)
- 7 април 1998 (1418)
- 28 март 1999 (1419)
- 16 март 2000 (1420)
- 5 март 2001 (1421)
- 23 февруари 2002 (1422)
- 12 февруари 2003 (1423)
- 1 февруари 2004 (1424)
- 21 януари 2005 (1425)
- 10 януари 2006 (1426)
- 31 декември 2006 (1427)
- 20 декември 2007 (1428)
- 8 декември 2008 (1429)
- 27 ноември 2009 (1430)
- 16 ноември 2010 (1431)
- 6 ноември 2011 (1432)
- 26 октомври 2012 (1433)
- 15 октомври 2013 (1434)
- 5 октомври 2014 (1435)
- 24 септември 2015 (1436)
- 12 септември 2016 (1437)
- 1 септември 2017 (1438)
- 22 август 2018 (1439)
- 11 август 2019 (1440)
- 31 юли 2020 (1441)
- 20 юли 2021 (1442)
- 8 юли 2022 (1443)
- 28 юни 2023 (1444)
- 16 юни 2024 (1445)
- 5 юни 2025 (1446)

## Традиции, свързани с празника
Преди да се заколи животното, най-възрастният мъж от семейството рано сутринта отива на джамия, за да се моли и кланя. След като се върне, чете първо молитвата и тогава коли животното.

### Молитвата
| „                | Боже мой, това е от теб, и за теб. Това е за теб, създателя на лицето ми, небето и земята. Вярвайки се обърнах към теб. Аз не съм от неезичните. Молитвата ми, поклоненията ми, курбана ми, живота ми, смъртта ми за теб е, Боже мой. Той няма сътрудник. На мен така ми е заповядано и аз съм първият, който се предава в името на Бога. Боже мой, както на пророка Мухаммед и Ибрахим им прие жертвите за теб, и това приеми от мен. Амин. | “ |
| превод от турски | |   |

### Разпределянето на курбана
Една част от курбана се разпределя на нечетен брой (3, 5, 7, 9) парчета  и се раздава на бедните, съседи и близки.

### Искане на прошка (целуване на ръка)
Иска се прошка от по-възрастните членове на семейството, като се почва от дядото, бабата, бащата, майката, по-голям брат/сестра. Най-малките членове на семейството се възнаграждават с пари, бонбони.

## Символи
- Курбан
- Баклава
- Мекици
- Бонбони